# 摩納哥岩

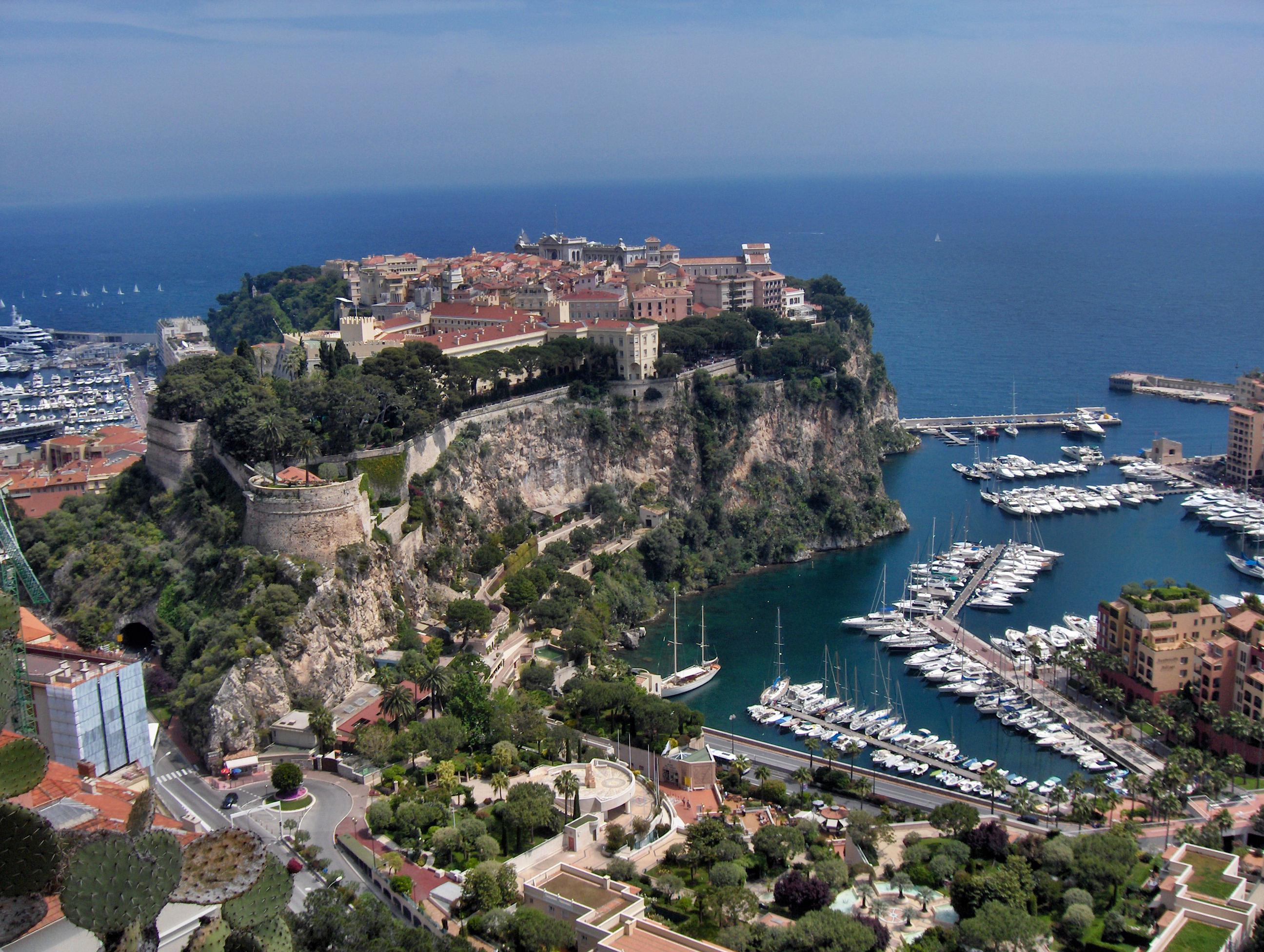
摩納哥岩

摩納哥岩（法語：Rocher de Monaco）是位於摩納哥的一塊巨大岩石，高141米，站在岩石上可俯瞰地中海和赫庫勒港。摩納哥岩位於摩納哥市區中歷史最久的摩納哥城，摩納哥亲王宮、大教堂和海洋博物館皆坐落在摩納哥岩上。摩納哥岩是欣賞亲王宮和衛隊交接式的熱門地點。